# Tabanus maculicornis
Tabanus maculicornis là một loài ruồi trong họ Tabanidae.